# Arthur Rambo
Pour plus de détails, voir Fiche technique et Distribution.
Arthur Rambo est un film français coécrit et réalisé par Laurent Cantet, sorti en 2021. Il s'inspire d'un fait réel, l'affaire Mehdi Meklat, qui a fait intervenir un écrivain ayant publié un livre à succès confronté à la révélation de tweets reflétant une face plus sombre de sa personnalité[pas clair].

## Synopsis
Un jeune écrivain, « issu de la diversité », publie son premier roman tandis que l'on retrouve sur internet ses anciens commentaires homophobes et antisémites, publiés sous le pseudonyme Arthur Rambo, dérivé du nom du poète Arthur Rimbaud.

## Fiche technique
Sauf indication contraire, les informations mentionnées dans cette section peuvent être confirmées par la base de données cinématographiques Unifrance,  présente dans la section « Liens externes ».
- Titre original : Arthur Rambo
- Réalisation : Laurent Cantet
- Scénario : Fanny Burdino, Laurent Cantet et Samuel Doux
- Musique : Chloé Thévenin
- Décors : Pascale Consigny
- Costumes : Marie Le Garrec
- Photographie : Pierre Milon
- Son : Julien Sicart (ingénieur) ; Valérie Deloof et Agnès Ravez (montage)
- Montage : Mathilde Muyard
- Production : Marie-Ange Luciani
- Sociétés de production : Les Films de Pierre ; France 2 Cinéma et Memento Production (coproductions) ; SOFICA Cinémage 14, Cofinova 16, Indéfilms 8 (en association avec)
- Société de distribution : Memento Distribution
- Pays de production :  France
- Langue originale : français
- Format : couleur
- Genre : drame
- Durée : 87 minutes
- Dates de sortie :
  - Espagne : septembre 2021 (Festival de Saint-Sébastien)
  - France : 2 février 2022
  - Suisse romande : 16 février 2022
  - Belgique : mai 2022

## Distribution
- Rabah Nait Oufella : Karim D.
- Antoine Reinartz : Nicolas
- Sofian Khammes : Rachid
- Bilel Chegrani : Farid
- Sarah Henochsberg : Léa
- Hélène Alexandridis : Louise de Blossière, éditrice
- Chouaïb Arif : Driss
- Malika Zerrouki : la mère
- Anne Alvaro : l'écrivaine
- Anaël Snoek : Clio
- Zineb Triki : Eva Louise
- Grégoire Bonnet : Loïc
- Jennifer Decker : Servane

## Production

### Genèse et développement
Le réalisateur se trouve chamboulé au moment où éclate l'affaire Medhi Meklat, en 2017.

### Tournage
Le tournage commence le 9 septembre 2019, à Paris.

## Accueil

### Accueil critique
En France, le site Allociné propose une moyenne de 3,5/5 sur l'interprétation de 28 critiques de presse.
Le Monde se demande si cette triste histoire ne méritait pas autre chose que la « réparation du silence ». Pour Laurent Cantet, dans Le Point, Meklat semblait « avoir une tête bien faite ».

### Box-office
Doté d'un budget de 4,3 millions d'euros, le long-métrage ne parvient pas à séduire son public resté chez lui après la pandémie de Covid-19. Pour sa première semaine, le long-métrage fait de loin son meilleur score avec 22 203 entrées, pour finir à 33 389 au bout de huit semaines d'exploitation en salle.

## Distinction

### Sélection
- Festival international du film de Saint-Sébastien 2021 : en compétition[5]

### Documentation
- [PDF] Dossier de presse Arthur Rambo